# Dálnoki Nagy Mihály
Dálnoki Nagy Mihály (Dálnok, 1612? – Kolozsvár, 1648. április 25.) főiskolai igazgatótanár, unitárius lelkész.

## Élete
A kolozsvári unitárius kollégiumban tanult, majd 1631. augusztus 9-én utazott az itáliai akadémiákra. Padovában tanult, 1637. február 14-én tért vissza. Ekkor a kolozsvári unitárius főiskolában lector és 1636. január 26-án rektor lett. 1646-tól fogva lelkész is volt. 1645-ben napfogyatkozást nézett, ezért szinte teljesen megvakult.
Igen jó emlékezőtehetsége volt, úgy hogy már mint világtalan, Boethiusnak a filozófiai vigasztalásról írt munkáját magyarázta hallgatóinak.

## Műve
- Compendium theologiae christianae (kéziratban).